# Lipa Piotrowska
Lipa Piotrowska (niem. Leipe-Petersdorf) – osiedle w północnej części Wrocławia.

## Położenie
Lipa Piotrowska leży w północnej części prawobrzeżnego Wrocławia. Od północnego wschodu graniczy z należącą do gminy Wisznia Mała wsią Szymanów, natomiast z pozostałych stron z innymi osiedlami Wrocławia – od wschodu z Widawą i Poświętnem, od południa z Różanką i Osobowicami, od zachodu z Rędzinem, a od północnego zachodu ze Świniarami.
Zachodnią granicę Lipy Piotrowskiej wyznacza linia kolejowa nr 271, zaś południową – ulica Jana Nowaka-Jeziorańskiego w ciągu obwodnicy śródmiejskiej Wrocławia. Od południowego wschodu i północy granica wytyczona jest głównie przez pola bądź nieużytki, natomiast na północnym wschodzie przebiega przez obszar częściowo zabudowany wzdłuż fragmentów obwodnicy autostradowej oraz ulic Miętowej, Lawendowej, Melisowej i Kminkowej. Aktualne granice osiedla określone zostały uchwałą Rady Miejskiej Wrocławia z 21 stycznia 2016 roku. Wcześniej do Lipy Piotrowskiej nie przynależały tereny przemysłowe i handlowe przy południowym fragmencie ulicy Pełczyńskiej oraz grunty położone na wschód od obecnej pętli autobusowej przy ulicy Kminkowej. Dawniejszy zasięg granic obowiązuje wciąż w ramach podziału geodezyjnego na obręby ewidencyjne.
Według podziału fizycznogeograficznego Polski opracowanego przez Jerzego Kondrackiego Lipa Piotrowska leży w granicach mezoregionu Pradoliny Wrocławskiej, będącego częścią makroregionu Niziny Śląskiej, w pobliżu zbiegu dolin Odry i Widawy. Obszar osiedla położony jest na wysokości 112–114 m n.p.m. i charakteryzuje się niewielkim zróżnicowaniem powierzchni, z której opady odprowadzane są niewielkimi ciekami wodnymi takimi jak strumień Mokrzyca.
W bezpośrednim sąsiedztwie osiedla po zachodniej stronie linii kolejowej rozciągają się nieczynne pola irygacyjne Wrocławia.

## Historia
Pierwsza wzmianka o osadzie na terenie dzisiejszej Lipy Piotrowskiej pochodzi z 1352 roku. W dokumencie mowa o wsi o nazwie Lipa bądź Lipie (zapisanej jako „Lype”), należącej do dominikanek z wrocławskiego klasztoru św. Katarzyny. Późniejsza niemiecka nazwa miejscowości, Leipe, do XIX wieku odnotowywana była również jako Klein Leipe (Lipa Mała). W XVIII wieku Lipa, rozwijająca się wzdłuż drogi z Wrocławia do Obornik w okolicy skrzyżowania dzisiejszych ulic Pełczyńskiej, Kaczeńcowej i Kominiarskej, stanowiła majątek szlachecki powiązany własnościowo ze Świniarami. Administracyjnie przynależała do dystryktu wrocławskiego księstwa wrocławskiego, który został przekształcony w 1742 r., po zajęciu Śląska przez Prusy, w powiat wrocławski.
W 1780 r. baron Johann Adam von Gruttschreiber zakupił Lipę od dotychczasowego właściciela, pułkownika Ludwiga Antona von Wechmara. Miejscowość obejmowała w 1795 roku 13 domostw oraz folwark, położony w północno-wschodniej części osady. W 1799 roku Lipa została sprzedana przez von Gruttschreibera radcy wojennemu i leśnemu Peterowi Friedrichowi von Triebenfeldowi. Nowy właściciel wioski wybudował przy drodze w kierunku Świniar (na północny zachód od wlotu dzisiejszej ulicy Tymiankowej) domy, z których w 1802 roku powstała kolonia Petersdorf (dosł. „wieś Piotra”, prawdopodobnie nazwana od pierwszego imienia von Triebenfelda), licząca 14 gospodarstw.
W 1845 roku obie osady należały do Daniela Gottlieba Matzke, dziedzica na Zaprężynie. Lipę zamieszkiwało 138 osób w 19 domostwach, Petersdorf – 110 osób w 14 domostwach. Lipa uzyskała w 1856 r. połączenie kolejowe dzięki otwarciu linii Wrocław – Poznań z leżącą w bezpośrednim sąsiedztwie wioski stacją Osobowice. W 1882 roku należące do obu miejscowości obszary znajdujące się na zachód od torów kolejowych zostały zakupione przez miasto Wrocław na rozbudowę pól irygacyjnych. Od czasu pruskiej reformy samorządu terytorialnego z 1874 roku gmina wiejska i majątek Lipa oraz majątek Petersdorf należały do obwodu (niem. Amtsbezirk) Świniary. Obie osady rozbudowywały się w tym czasie wzdłuż obecnej ulicy Pełczyńskiej i między 1885 a 1895 rokiem utworzyły wspólną gminę wiejską Leipe-Petersdorf, natomiast folwark Lipa stanowił aż do 1929 roku osobną jednostkę administracyjną. W sumie wieś jako całość liczyła w 1905 roku 454 mieszkańców, dla 442 językiem ojczystym był niemiecki, a dla 12 polski. Do czasu przeprowadzenia ostatniego niemieckiego spisu powszechnego w 1939 roku liczba ludności zwiększyła się do 668 osób.
W połowie lutego 1945 roku miejscowość została zajęta przez Armię Czerwoną. Nadana po II wojnie światowej polska nazwa Lipa Piotrowska nie odzwierciedlała już bezpośrednio historycznej genezy wsi jako powstałej z dwóch odrębnych osad. W powojennych polskich strukturach administracyjnych miejscowość pierwotnie wchodziła w skład gminy Widawa (w dokumentach z lat 1945-1946 pojawia się nawet przejściowo określenie „gmina Lipa”) w ramach powiatu wrocławskiego. Po likwidacji gmin w 1954 roku Lipa Piotrowska była częścią gromady Widawa. Miejscowość w grudniu 1970 roku liczyła 722 mieszkańców, większość z nich zatrudniona była we wrocławskich zakładach. Jedynie 17,3% ludności utrzymywało się głównie z rolnictwa, na terenie wsi funkcjonowało 88 gospodarstw rolnych o przeciętnej powierzchni zaledwie 2,27 ha.
1 stycznia 1973 roku Lipa Piotrowska wraz z sąsiednimi miejscowościami została przyłączona do Wrocławia. Administracyjnie należała najpierw do dzielnicy Psie Pole, a od czasu likwidacji dzielnic jako jednostek pomocniczych miasta w 1991 roku stanowi jedno z powołanych w ich miejsce 48 osiedli administracyjnych Wrocławia. Lipa Piotrowska przez kilkadziesiąt lat po włączeniu w granice miasta jako osiedle położone peryferyjnie i w sąsiedztwie funkcjonujących pól irygacyjnych nie była przedmiotem żadnych znaczących inwestycji komunalnych bądź mieszkaniowych, w rezultacie czego liczba ludności na przełomie wieków spadła do około pół tysiąca. Przełomem okazało się dopiero uchwalenie w 2009 roku pierwszego planu zagospodarowania przestrzennego dla obszaru dawnych gruntów rolnych między północną częścią osiedla a Praczami Widawskimi, gdzie przewidziano powstanie nowego Zespołu Urbanistycznego Kminkowa. Na tym terenie w kolejnych latach zrealizowane zostały liczne kwartały zabudowy wielorodzinnej oraz domów szeregowych. W latach 2014–2016 Lipa Piotrowska została podłączona do kanalizacji, a w 2015 roku zaprzestano użytkowania pól irygacyjnych do oczyszczania ścieków.

## Rozwój demograficzny
Pierwsze wiarygodne dane o liczbie osób mieszkających na obszarze dzisiejszej Lipy Piotrowskiej pochodzą z początku XIX wieku. Wraz z zasiedleniem kolonii Petersdorf rozpoczął się dynamiczny przyrost ludności trwający do lat sześćdziesiątych XIX stulecia, odkąd liczba mieszkańców w wyniku wzmożonej migracji ze wsi zwiększała się znacznie wolniej i w nierównomiernym tempie, oscylując w okolicach 400 osób. Po I wojnie światowej ponownie doszło do gwałtownego wzrostu populacji, która w latach trzydziestych XX wieku była już o połowę większa niż w jego pierwszej dekadzie.
Pomimo wysiedlenia po 1945 roku dotychczasowej ludności niemieckiej liczba nowych, polskich mieszkańców Lipy Piotrowskiej w 1970 roku przewyższyła wskaźniki przedwojenne. Po przyłączeniu do Wrocławia nastąpił jednak stopniowy spadek liczby ludności, która do końca XX wieku zmalała o prawie jedną trzecią, by ustabilizować się na poziomie około 500 osób. Z chwilą rozpoczęcia w 2011 roku budowy kolejnych zespołów budynków wielorodzinnych na północny wschód od dotychczasowej zabudowy rozpoczął się radykalny, trwały trend wzrostowy, w ciągu kolejnych ośmiu lat liczba osób zameldowanych na Lipie Piotrowskiej wzrosła ponad pięciokrotnie. W latach dwudziestych XXI wieku w związku z oddaniem kolejnych dużych inwestycji mieszkaniowych przewidywany jest dalszy intensywny rozwój osiedla, które docelowo zamieszkiwać może nawet kilkanaście tysięcy osób.
Szczegółowe dane dotyczące liczby ludności w poszczególnych latach:
- 1830 – 206 (Lipa – 127, Petersdorf – 79)[27]
- 1845 – 248 (Lipa – 138, Petersdorf – 110)[14]
- 1867 – 368 (Lipa – 220, Petersdorf – 148)[a][28]
- 1871 – 366 (Lipa – 157 wieś, 55 folwark, Petersdorf – 154)[a][28]
- 1885 – 397 (Lipa – 220 wieś, 31 folwark, Petersdorf – 146)[a][29]
- 1895 – 397 (Lipa – 235 wieś, 38 folwark, Petersdorf – 124)[a][30]
- 1905 – 454 (Lipa – 232 wieś, 24 folwark, Petersdorf – 188)[a][16]
- 1910 – 424 (w tym 24 w folwarku Lipa)[a][31][32]
- 1925 – 494[33]
- 1933 – 618[34]
- 1939 – 668[17]

- 1970 – 722[21]
- 1996 – 493[22]
- 2004 – 500[b][35]
- 2005 – 499[b][35]
- 2006 – 500[b][35]
- 2007 – 515[b][35]
- 2008 – 502[b][35]
- 2009 – 504[b][35]
- 2010 – 515[b][35]
- 2011 – 514[b][35]
- 2012 – 591[b][35]
- 2013 – 694[b][35]
- 2014 – 855[b][35]
- 2015 – 999[b][35]
- 2016 – 1492[b][35]
- 2017 – 1844[b][35]
- 2018 – 2256[b][35]
- 2019 – 2780[b][35]
- 2020 – 3238[b][36]
- 2021 – 3804[b][37]
- 2022 – 4170[b][38]
- 2023 – 4680[b][39]

## Struktura przestrzenna i architektura

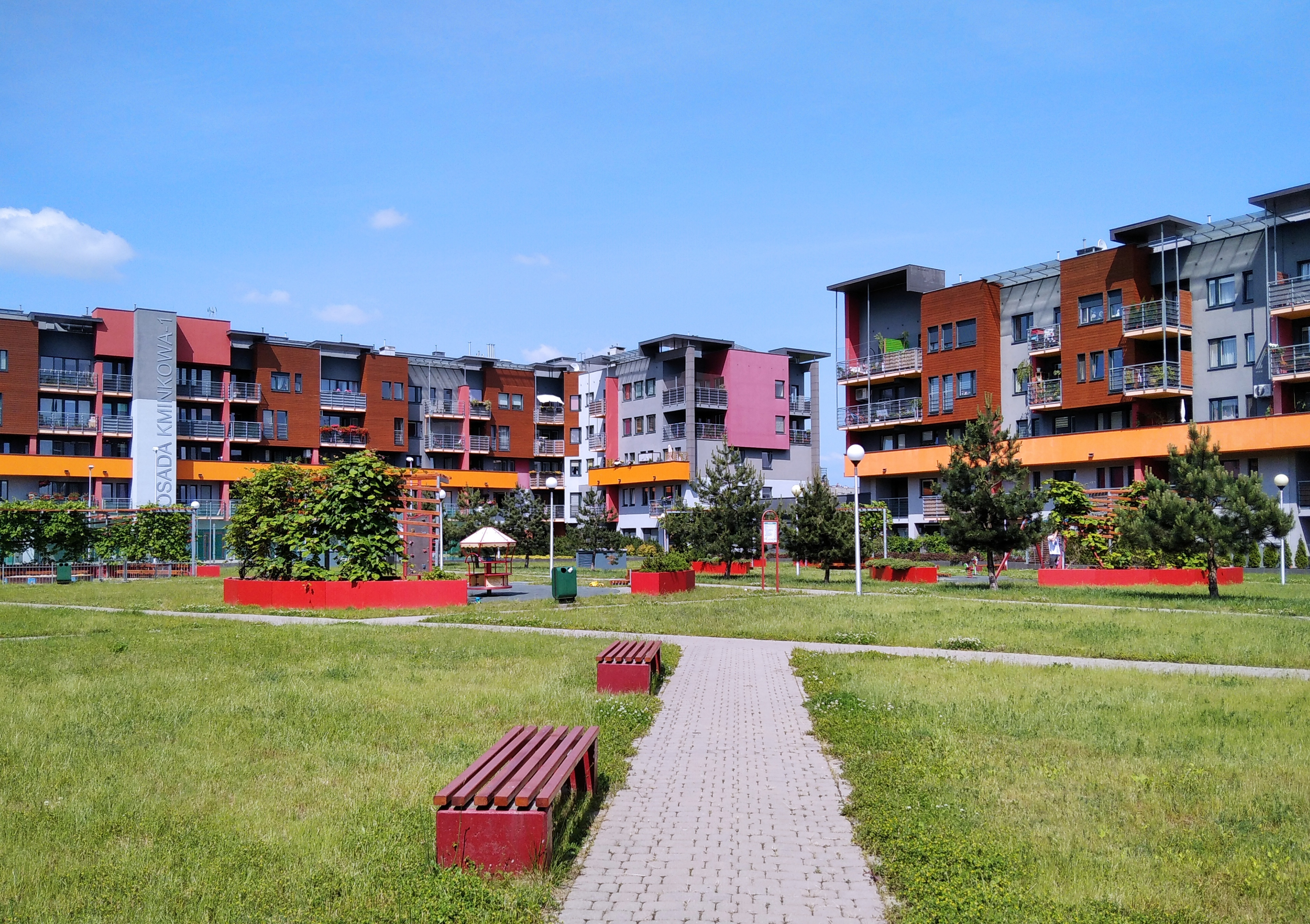
Podwórko przy ul. Waniliowej, Cynamonowej i Szałwiowej

W strukturze przestrzennej Lipy Piotrowskiej można wyróżnić trzy części. W części południowej, odseparowanej od reszty osiedla nasypem autostrady, znajdują się nieliczne domy mieszkalne, dominują zaś budynki przemysłowe (zakłady Centrostal) oraz hale magazynowe. Położone są tam również stacja kolejowa Wrocław Osobowice oraz fort piechoty z początku XX wieku. W pobliżu obwodnicy śródmiejskiej ulokowany jest targ rolno-spożywczy Targpiast.
W północno-zachodnim fragmencie Lipy Piotrowskiej wzdłuż ulicy Pełczyńskiej przeważają domy jednorodzinne, w większości powstałe przed II wojną światową, stanowiące pozostałość dawnej wsi ulicówki. Natomiast w rejonach ulic Kminkowej i Cynamonowej od 2010 roku powstają nowe kompleksy wielorodzinnych budynków mieszkalnych. Na północ od nowych zabudowań znajdują się pola uprawne, natomiast na wschodzie znajdują się głównie nieużytki, których planowana zabudowa ma połączyć osiedle z sąsiednią Widawą.

### Zabytkowy fort piechoty przy ul. Pełczyńskiej
Na posesji przy ulicy Pełczyńskiej 33 znajduje się jedyny na Lipie Piotrowskiej obiekt architektoniczny figurujący w rejestrze zabytków, dawny fort piechoty, w którym mieści się obecnie Mobilne Muzeum Militarne. Wybudowany w latach 1890–1891 jako schron kompanii piechoty nr 9 (niem. Infanterie Stellung Nr. 9), został rozbudowany w 1912 roku, a następnie w latach 1944–1945. Sąsiadują z nim dwa bliźniacze (na obu flankach) schrony-wartownie. Wraz z polami minowymi założonymi pod koniec II wojny światowej fort stanowi fragment pasa fortyfikacji okalających dawną Festung Breslau od północy.

## Transport

### Układ drogowy
Głównym ciągiem komunikacyjnym Lipy Piotrowskiej jest ulica Pełczyńska, która jako fragment drogi wojewódzkiej nr 342 stanowi również trasę wylotową z Wrocławia w kierunku Obornik Śląskich. Ponadto osiedle przecina fragment autostradowej obwodnicy Wrocławia w ramach autostrady A8, z którą Lipa Piotrowska jest jedynie pośrednio skomunikowana poprzez węzeł Wrocław Północ, leżący na sąsiednim osiedlu Widawa. Wzdłuż południowej granicy Lipy Piotrowskiej przebiega północny fragment obwodnicy śródmiejskiej Wrocławia w ciągu drogi krajowej nr 5.

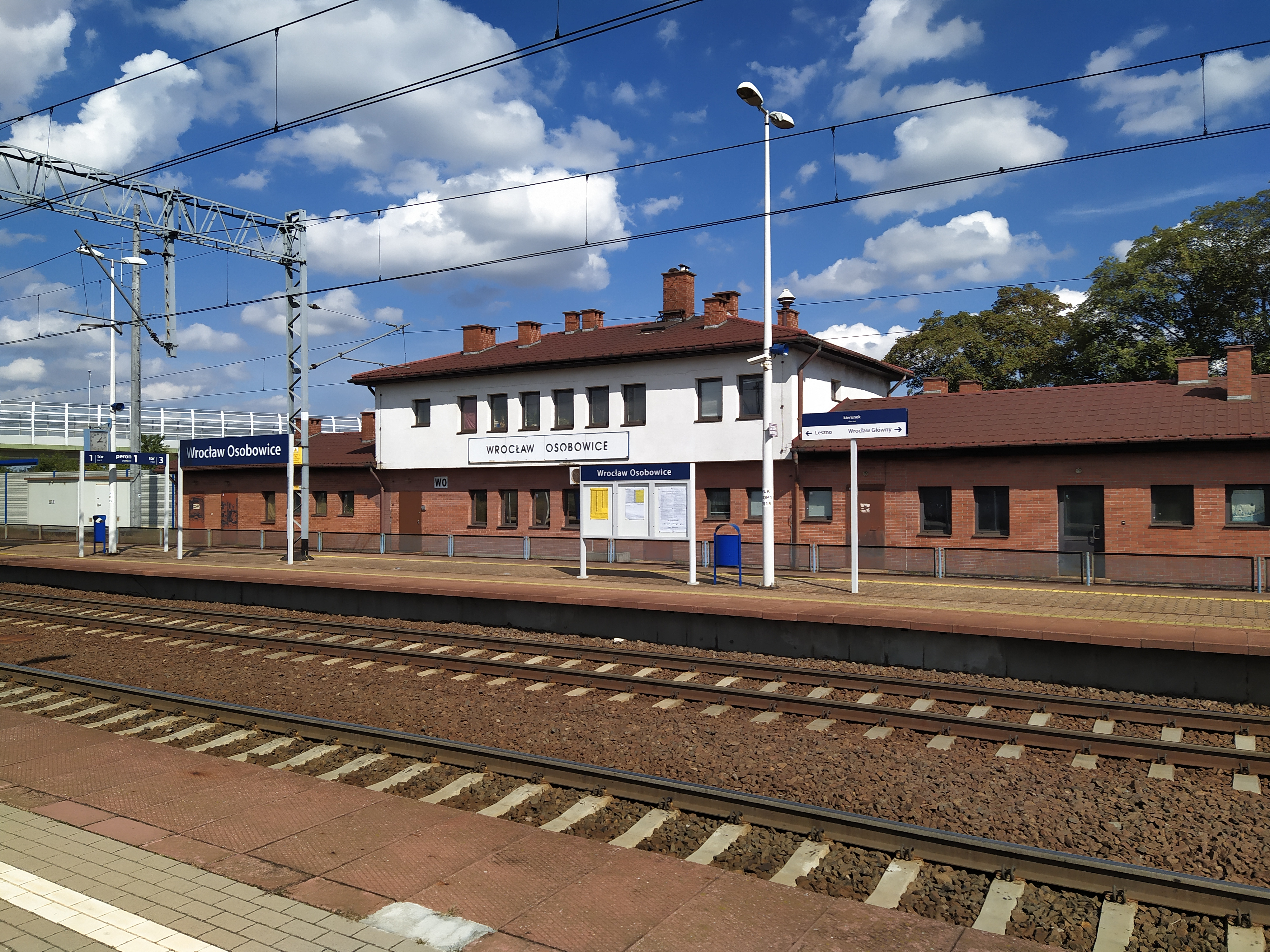
Stacja kolejowa Wrocław Osobowice

### Kolej
Wzdłuż zachodniej granicy Lipy Piotrowskiej przebiega linia kolejowa nr 271 Wrocław Główny – Poznań Główny. Położona na niej stacja kolejowa Wrocław Osobowice z czterema krawędziami peronowymi oraz niewielkim budynkiem dworcowym obsługuje ruch pociągów regionalnych. Jest ona również początkiem wyłączonego z ruchu liniowego odcinka linii kolejowej nr 292 Jelcz Miłoszyce – Wrocław Osobowice, przebiegającego częściowo w południowej części osiedla. Ze stacji odchodzi ponadto bocznica towarowa do zakładów Centrostal.

### Komunikacja miejska

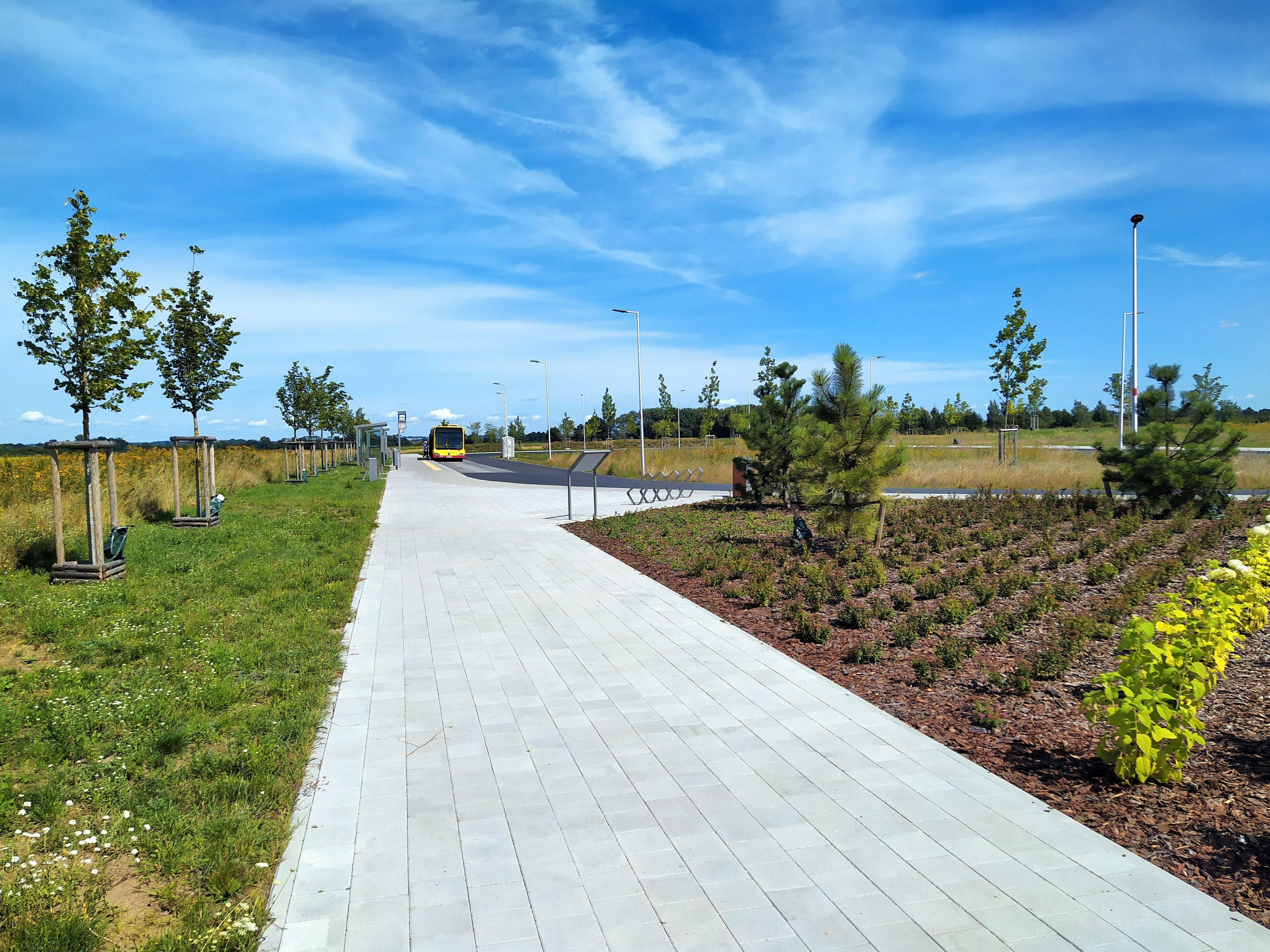
Pętla autobusowa przy ul. Kminkowej

Komunikacja miejska na obszarze Lipy Piotrowskiej funkcjonuje w postaci następujących linii autobusowych:
- 105 (Kromera – Świniary; kursy co pół godziny)
- 108 (Dworzec Nadodrze – Kminkowa; kursy co pół godziny w szczycie, co godzinę poza szczytem i w weekendy)
- 111 (Osiedle Sobieskiego – Kminkowa; kursy co 15 minut w dni robocze od 6 do 19, co pół godziny wieczorami i w weekendy)
- 143 (Sępolno – Kminkowa; kursy co 15 minut w szczycie, co pół godziny poza szczytem i w weekendy)
- 244 (Petrusewicza – Kminkowa/Świniary; linia nocna, kursy na Kminkową co godzinę, dwa kursy na Świniary)
- 905 (Kromera – Szewce; linia podmiejska, kilkanaście kursów dziennie)[45]

Trasy wszystkich linii na terenie osiedla prowadzą od strony centrum miasta przez ulicę Pełczyńską, po czym za nasypem obwodnicy autostradowej stopniowo się rozgałęziają. Autobusy linii 108 kierują się przez ulicę Kominiarską do Pracz Widawskich, 111 i 143 przez ulice Cynamonową, Waniliową i Kminkową docierają do pętli w nowej części osiedla, zaś 105 i 905 kursują dalej ulicą Pełczyńską i następnie Zajączkowską w stronę Świniar i Szewc. Trasa większości kursów linii nocnej 244 przebiega podobnie jak 111 i 143, ponadto dwa kursy każdej nocy są skierowane do Świniar z pominięciem nowej części Lipy Piotrowskiej, analogicznie do linii 105.
Pierwsze połączenie autobusowe w ramach wrocławskiej komunikacji miejskiej Lipa Piotrowska uzyskała w latach pięćdziesiątych XX wieku. Od sierpnia 1955 roku do ówczesnej wsi kursowały autobusy linii 100 z pętli przy ulicy Zawalnej na Karłowicach. W październiku 1959 roku uruchomiono także linię 116 z Karłowic do Świniar. Od sierpnia 1968 roku na Lipie Piotrowskiej kończyła bieg dodatkowo linia 112 z Polanowic, zaś 100 została przedłużona do Rędzina. W połowie lat siedemdziesiątych obsługa włączonego w międzyczasie do Wrocławia osiedla została ograniczona do tylko jednej linii – 116 (od stycznia 1985 roku na trasie Świniary – Plac Grunwaldzki). Począwszy od listopada 1998 roku do Lipy Piotrowskiej docierały także pojedyncze kursy autobusu szczytowego 316, a następnie 319.
Od czasu reformy wrocławskiej komunikacji nocnej we wrześniu 2003 roku Lipę Piotrowską zaczęły obsługiwać niektóre kursy nocnej linii autobusowej 246. W wyniku zmian przeprowadzonych w latach 2006-2008 w miejsce linii 116 przez osiedle została poprowadzona trasa autobusu 105, zaś kursy w szczycie do Pracz Widawskich przejęła nowa linia 305, w lipcu 2017 roku zastąpiona całodzienną linią 108. W tym samym roku przy ul. Kminkowej została wybudowana pętla autobusowa, do której przez nową część osiedla od stycznia 2018 roku kursują autobusy linii 111, a od września 2019 roku również 143. We wrześniu 2021 roku wariantowe kursy linii 246 do Świniar zostały zlikwidowane, natomiast w ich miejsce utworzono nową linię nocną 244 z częstszym taktem. W 2024 roku uruchomiono linię podmiejską 905 w kierunku Szewc. We wrześniu 2024 roku zmieniono trasę linii 108, przedłużając ją do ul. Kminkowej i przekierowując na ul. Sułowską, tworząc połączenie nowej części Lipy Piotrowskiej z Widawą i ul. Żmigrodzką. W tym samym miesiącu dodano również kursy szkolne linii 105 i 108, obsługujące Zespół Szkolno-Przedszkolny nr 26 przy ul. Cynamonowej 40.

## Edukacja, kultura, sport i rekreacja

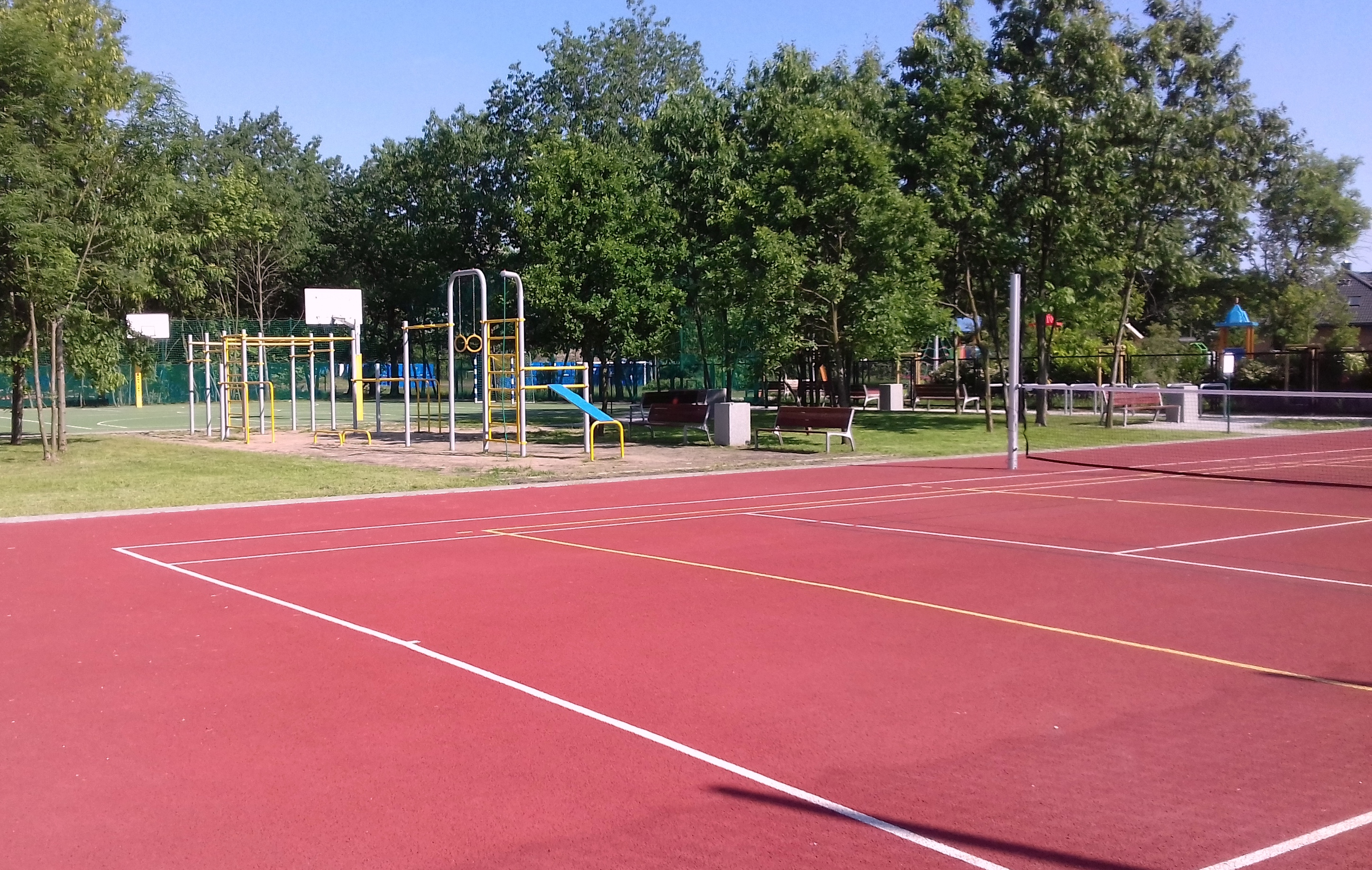
Kompleks sportowo-rekreacyjny u zbiegu ul. Tymiankowej i Cynamonowej

W budynku przy obecnej ulicy Tymiankowej 3 przed II wojną światową działała ewangelicka szkoła ludowa. Po 1945 roku funkcjonowała tam publiczna szkoła powszechna, a następnie podstawowa (jako budynek szkolny wykorzystywano także dom przy ulicy Pełczyńskiej 33). Od chwili włączenia Lipy Piotrowskiej do Wrocławia placówka kontynuowała działalność najpierw jako SP nr 43, a następnie jako filia SP nr 102 przy ulicy Czeskiej 40 na Różance, do momentu ostatecznej likwidacji w drugiej połowie lat dziewięćdziesiątych XX wieku. Od 1999 roku rejonową szkołą podstawową dla Lipy Piotrowskiej jest SP nr 50 przy ulicy Czeskiej 38. Na rok szkolny 2024/2025 zaplanowane zostało uruchomienie na osiedlu nowego zespołu szkolno-przedszkolnego w pobliżu skrzyżowania ulic Cynamonowej i Kaparowej. W styczniu 2022 roku ogłoszono przetarg na wykonanie prac budowlanych; za projekt placówki jest odpowiedzialna pracownia Zbigniewa Maćkowa.
Budynek dawnej szkoły wykorzystywany jest obecnie jako siedziba Rady Osiedla oraz placówka społeczno-kulturalna. Mieści się w nim filia nr 15 Miejskiej Biblioteki Publicznej we Wrocławiu, otwarta w październiku 2017 roku, a także klub seniora oraz centrum rozwoju i aktywności dzieci i młodzieży, prowadzone przez władze osiedlowe. Na terenach przyległych do budynku, u zbiegu ulic Tymiankowej i Cynamonowej położony jest kompleks sportowo-rekreacyjny. Na jego obszarze znajdują się plac zabaw, boiska wielofunkcyjne, urządzenia do ćwiczeń kalistenicznych, siłownia plenerowa, miejsca do pasywnego wypoczynku oraz publiczna toaleta. Teren został zagospodarowany w latach 2015–2022 dzięki aktywności mieszkańców w budżecie obywatelskim. W 2020 roku został również zagospodarowany skwer przy pętli autobusowej przy ulicy Kminkowej.
Przez południową część Lipy Piotrowskiej przebiega szlak rowerowy Twierdzy Wrocław.

## Religia
W 1871 roku na terenie obecnej Lipy Piotrowskiej zamieszkiwało 258 ewangelików i 108 katolików. Ludność ewangelicka należała do parafii w Psarach, natomiast katolicka do parafii w Świniarach. W XIX w. na północ od istniejących zabudowań (przy dzisiejszej ulicy Pełczyńskiej 145) powstał cmentarz z kaplicą. W 1905 roku do mieszkańców wsi zaliczało się 352 ewangelików, 101 katolików oraz jeden żyd.
Od 1958 roku obszar Lipy Piotrowskiej przynależy do rzymskokatolickiej parafii św. Jadwigi Śląskiej w Świniarach. Dotychczasowa kaplica cmentarna na Lipie Piotrowskiej po rozbudowie i wyświęceniu w 1990 roku funkcjonuje jako kościół filialny pw. Najświętszej Marii Panny Królowej Polski. W 2012 roku zakończył się generalny remont budynku.